# 大世通宝

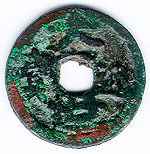
大世通寳

大世通宝（たいせつうほう、大世通寳）は、琉球王国において発行された銭貨の一つ。尚泰久王の時代に永楽通宝の『永楽』を『大世』と鑲置（じょうち、文字のところに別の文字を嵌め込むこと）して発行された。そのため大世と通寳とでは字の形がまるで違う。
形は円で直径はおおよそ23mm、中央には正方形の穴が開いている。重量は約4g。上下に大世、左右に通寳と書かれている。大世とは尚泰久を大世主（おおよのぬし）と呼んだことからきている。